# Palazzetto Da Lezze
Il Palazzetto Da Lezze è un palazzo di Venezia, ubicato nel sestiere di Cannaregio ed affacciato sul lato sinistro del Canal Grande alla confluenza col rio di Noale, di fronte a Ca' Pesaro, tra Palazzo Gussoni Grimani Della Vida e Palazzo Boldù. Lo schema architettonico segue gli stilemi del gotico della prima metà del XV secolo. Leggermente arretrato rispetto alla riva, è preceduto da uno stretto giardino. Gli elementi più notevoli della facciata sono le aperture trilobate del piano nobile: una trifora con balcone aggettante e cinque monofore. L'edificio culmina in un abbaino.